# Chaetostrichella similis
Chaetostrichella similis är en stekelart som först beskrevs av Kryger 1919.  Chaetostrichella similis ingår i släktet Chaetostrichella och familjen hårstrimsteklar. Inga underarter finns listade i Catalogue of Life.